# Lewan Kosanaschwili
Lewan Kosanaschwili (* 1985) ist ein ehemaliger georgischer Skispringer.

## Werdegang
Bei den Georgischen Meisterschaften 2001 in Bakuriani, den ersten Meisterschaften seit 1980, die auf einer Nebenschanze (K 45) der Sakartwelo ausgetragen wurden, gewann Kosanaschwili die Goldmedaille und stellte einen Schanzenrekord von 56,5 m auf. Am 3. August 2002 debütierte er in Oberstdorf im Skisprung-Continental-Cup, verpasste als 111. jedoch deutlich den zweiten Durchgang. Es blieb seine einzige Teilnahme an einem internationalen Skisprungwettbewerb. 2012 wurde er erneut georgischer Meister in Bakuriani.